# Dokumenty bojowe
Dokumenty bojowe – akta sztabowe, pisemne i graficzne, dotyczące organizacji, przygotowania i prowadzenia walki oraz rozmieszczenia i przesunięć wojsk. 

## Podział dokumentów bojowych
Zależnie od przeznaczenia dokumenty bojowe dzielą się na: 
- Dokument dowodzenia – grupa dokumentów bojowych (operacyjnych) związana z bezpośrednim dowodzeniem wojskami i kierowaniem działaniami bojowymi. Do dokumentów dowodzenia zalicza się[2]: 
  - dokumenty dyrektywne (rozkazodawcze) – rodzaj dokumentów dowodzenia służących do przekazania wyników planowania podwładnym; do dokumentów tych zalicza się dyrektywy, rozkazy, zarządzenia itp
  - dokumenty planistyczne – rodzaj dokumentów dowodzenia służących do planowania i organizowania walki; do dokumentów tych zalicza się plany, warianty działania, tabele itp
  - dokumenty sprawozdawczo–informacyjne – rodzaj dokumentów dowodzenia, w których znajdują się zazwyczaj opisy położenia wojsk własnych i przeciwnika oraz wydarzeń, które nastąpmy w określonym przedziale czasu; do dokumentów tych zalicza się: meldunki, sprawozdania, dzienniki działań, mapy sytuacyjne, komunikaty rozpoznawcze itp
- Dokumenty pomocnicze – grupa dokumentów bojowych (operacyjnych) opracowanych na użytek wewnętrzny dowództw poszczególnych szczebli. Zalicza się do nich różnego rodzaju szkice, tabele, wykresy, kalkulacje, zestawienia, notatki i referaty o przewidywanych działaniach bojowych[2].

- Dokumenty sprawozdawcze – grupa dokumentów bojowych (operacyjnych) zawierających opisy położenia wojsk własnych i nieprzyjaciela oraz wydarzeń, które nastąpiły w określonym czasie. Zalicza się do nich meldunki, sprawozdania, dzienniki działań bojowych, protokoły, mapy sprawozdawcze itp.

Inny podział wyróżnia:
- Graficzne dokumenty bojowe – rozkazy, zarządzenia, meldunki, sprawozdania i inne dokumenty, sporządzane na mapie topograficznej lub podkładowej bądź w formie schematu, tabeli, wykresu, grafiku.

lub:
- Sformalizowane dokumenty bojowe – są to dokumenty dowodzenia, sprawozdawcze i pomocnicze opracowane na formularzach (drukach) dostosowane do treści i formy poszczególnych dokumentów. W formularzach, oprócz treści stałej, są miejsca na wpisywanie treści zgodnie z wynikająca sytuacją i potrzebami. Stosowanie dokumentów sformalizowanych upraszcza i przyspiesza obieg informacji w systemie dowodzenia wojskami.

## Opracowywanie dokumentów bojowych
Dokumenty bojowe powinno opracowywać się w języku narodowym wykonawcy, jednak w przypadku działań koalicyjnych dokumenty wykonuje się z zasady w języku angielskim.
W myśl ustaleń zawartych w porozumieniach w pracy sztabowej należy dostosowywać się do następujących wymogów i zaleceń:
- niemalże wszystkie dokumenty (w tym i dokumenty pomocnicze) muszą być opatrzone klauzulą tajności
- w dokumentach pisemnych, skrót przynależności państwowej pisze się pomiędzy numerem jednostki oraz szczeblem danej jednostki (np. 5 pułk piechoty SZ Francji – 5th (FR) – ang. Infantry Regiment of France)

skróty
- skrótów używa się zgodnie z zasadami ustalonymi dla potrzeb SZ
  - skróty nazw pododdziałów i niektórych oddziałów pisze się małymi literami (np. drużyna piechoty – drp, pluton zmechanizowany – pIz, kompania piechoty – kp, batalion zmechanizowany – bz, pułk zmechanizowany – pz)
  - skróty nazw brygad, związków taktycznych i operacyjnych pisze się dużymi literami (5 Brygada Obrony Terytorialnej – 5BOT, 10 Dywizja Pancerna – 10DPanc, 3 Korpus Armijny – 3KA)
  - w skrótach, które składają się z pierwszych liter wyrazu i ostatniego jego członu, należy pierwsze litery pisać literami dużymi, a końcówkę – literami małymi (np. odwód przeciwpancerny – OPpanc, oddział zaporowy – OZap, odwód przeciwdesantowy – OPdes)

liczebniki
- wszystkie liczebniki należy pisać cyframi arabskimi, a liczbę pododdziałów, oddziałów, ZT i ZO i elementów ugrupowania pisze się słownie (np. trzy kp, jedna BZ, trzy BPanc, drugi rzut)
- czas astronomiczny (operacyjny) zapisuje się w sposób następujący, np. 222315AMAR13, gdzie: 22 oznacza kolejny dzień marca 2013 roku, 23 – godzinę, 15 – minuty, A – strefę czasową ALFA oraz 13 – rok (wariant 2013 jest również poprawny).

topografia
- nazwy miejscowości powinny być pisane wersalikami; nazwom miejscowości wymienianym po raz pierwszy powinny towarzyszyć ich współrzędne
- rejony określa się trzema punktami  poczynając od punktu północnego zgodnie z ruchem wskazówek zegara
- rubieże terenowe powinny by opisywane, począwszy od lewej strony, a na prawej kończąc oraz od przodu do tyłu.
- brzegi przeszkód wodnych płynących określa się jako „prawy” lub „lewy” – z punktu widzenia obserwatora patrzącego w „dół” przeszkody wodnej

Podczas opracowywania dokumentów graficznych należy przestrzegać następujących zasad:
kolory:
- kolor niebieski  – znaki graficzne i wszelkie opisy dotyczące wojsk własnych; ich położenie, zadania i sposoby prowadzenia działań
- kolor czerwony – znaki graficzne i wszelkie opisy dotyczące przeciwnika określające położenie jego sił i środków oraz aktualny lub przewidywany charakter działań
- kolor zielony – działania wojsk neutralnych
- kolor żółty – położenie wojsk nierozpoznanych lub wszelkie przedsięwzięcia mające związek z zastosowaniem broni masowego rażenia
- kolor fioletowy i brązowy – obiekty meteorologiczne,
- kolor czarny – linie rozgraniczenia, linie, rejony (obszary), ramki itp.,

położenie wojsk i obiektów:
- linią ciągłą – położenie rzeczywiste (potwierdzone),
- linią przerywaną – położenie przewidywane, zapasowe, pozorne lub będące w budowie.